# Montblanc (Catalogne)
Montblanc est une ville du nord-est de l'Espagne, en Catalogne. Elle est la capitale de la comarque de la Conca de Barberà dans la province de Tarragone.

## Histoire
Montblanc, capitale de la Conca de Barberà, fut fondée en 1163 par Alphonse Ier d'Aragon le premier roi d'Aragon et de Catalogne. Ainsi le premier noyau urbain fut créé, avec l'église, le château et le marché.
Pendant le XIIIe siècle, la ville s'agrandit. Un quartier juif s'installa et l'église de San Miquel, le palais royal et le couvent de San Francesc, de la Serra et de la Mercé furent construits. Aussi l'étude Majeur, les hôpitaux et le secrétariat royal furent fondés.

Au XIVe siècle, les bâtiments les plus emblématiques furent bâtis, la ville prit une grande importance et elle devint la septième ville de Catalogne.
À cette époque, les parlements catalans y furent convoqués en diverses occasions. Aussi le duché de Montblanc fut instauré, à faveur de "Marti l'Humà" (1387).
Le 14 septembre 1649, durant la guerre des faucheurs eut lieu la bataille de Montblanc (ca) qui voit la victoire des troupes espagnoles sur les troupes françaises.

## Lieux et monuments
- Pla de Santa Bàrbara, site archéologique du peuplement ibère des Cessetani (IVe et IIIe siècles av. J.-C.)
- Ancienne église de San Francesc (XIIIe siècle).

Elle fait partie du primitif couvent franciscain, détruit pendant le XIXe siècle.Remarquable exemple de l'architecture gothique catalane, avec plafond en bois, des chapelles latérales et une abside voutée. 
Actuellement s'y trouve l'office Municipal de Tourisme.
- Tour-portail de San Jordi

Un des mieux conservé, avec trois étages et une herse. La légende situe la lutte du chevalier San Jordi et le dragon devant ce portail.

## Personnalités
- Andreu Mayayo, maire de Montblanc[1].

## Jumelages
Montblanc est jumelée avec
- Montblanc (Hérault) (France)